# العلاقات الأوغندية المصرية
العلاقات الأوغندية المصرية هي العلاقات الثنائية التي تجمع بين أوغندا ومصر.

## مقارنة بين البلدين
هذه مقارنة عامة ومرجعية للدولتين:
| وجه المقارنة                                              | أوغندا                        | مصر           |
| --------------------------------------------------------- | ----------------------------- | ------------- |
| المساحة (كم2)                                             | 241.04 ألف                    | 1.01 مليون    |
| عدد السكان (نسمة)                                         | 42.86 مليون                   | 94.80 مليون   |
| الكثافة السكانية (ن./كم²)                                 | 177.81                        | 93.86         |
| العاصمة                                                   | كامبالا                       | القاهرة       |
| اللغة الرسمية                                             | لغة إنجليزية، اللغة السواحلية | اللغة العربية |
| العملة                                                    | شيلينغ أوغندي                 | جنيه مصري     |
| الناتج المحلي الإجمالي (بليون دولار)                      | 25.89 مليار                   | 235.37 مليار  |
| الناتج المحلي الإجمالي (تعادل القوة الشرائية) بليون دولار | 72.25 مليار                   | 998.67 مليار  |
| الناتج المحلي الإجمالي الاسمي للفرد دولار أمريكي          | 705                           | 3.61 ألف      |
| الناتج المحلي الإجمالي للفرد دولار أمريكي                 | 1.77 ألف                      |               |
| مؤشر التنمية البشرية                                      | 0.483                         | 0.690         |
| رمز المكالمات الدولي                                      | +256                          | +20           |
| رمز الإنترنت                                              | .ug                           | .eg، .مصر     |
| المنطقة الزمنية                                           | ت ع م+03:00                   | ت ع م+02:00   |

## منظمات دولية مشتركة
يشترك البلدان في عضوية مجموعة من المنظمات الدولية، منها:
| علم المنظمة | اسم المنظمة                               | تاريخ انضمام أوغندا | تاريخ انضمام مصر |
| ----------- | ----------------------------------------- | ------------------- | ---------------- |
|             | مؤسسة التنمية الدولية                     | 27 سبتمبر 1963      | 26 أكتوبر 1960   |
|             | يونسكو                                    | 9 نوفمبر 1962       | 22 يناير 1947    |
|             | وكالة ضمان الاستثمار متعدد الأطراف        | 10 يونيو 1992       | 12 أبريل 1988    |
|             | الأمم المتحدة                             | 25 أكتوبر 1962      | 24 أكتوبر 1945   |
|             | الفريق المعني برصد الأرض                  | ?                   | فبراير 2005      |
|             | الاتحاد البريدي العالمي                   | ?                   | ?                |
|             | البنك الدولي للإنشاء والتعمير             | 27 سبتمبر 1963      | 27 ديسمبر 1945   |
|             | منظمة التعاون الإسلامي                    | ?                   | 25 سبتمبر 1969   |
|             | الاتحاد الدولي للاتصالات                  | 8 مارس 1963         | 9 ديسمبر 1876    |
|             | مؤسسة التمويل الدولية                     | 27 سبتمبر 1963      | 20 يوليو 1956    |
|             | المركز الدولي لتسوية المنازعات الاستشارية | 14 أكتوبر 1966      | 2 يونيو 1972     |
|             | منظمة التجارة العالمية                    | ?                   | 30 يونيو 1995    |
|             | منظمة الشرطة الجنائية الدولية             | ?                   | 7 سبتمبر 1923    |
|             | الاتحاد الأفريقي                          | ?                   | 9 يوليو 2002     |
|             | البنك الإفريقي للتنمية                    | ?                   | 10 سبتمبر 1964   |

## وصلات خارجية
- موقع وزارة الخارجية الأوغندية
- موقع وزارة الخارجية المصرية